# Eilema arundineola
Eilema arundineola là một loài bướm đêm thuộc phân họ Arctiinae, họ Erebidae.